# Onthophagus tarsius
Onthophagus tarsius là một loài bọ cánh cứng trong họ Bọ hung (Scarabaeidae).